# The Meters
The Meters es un grupo estadounidense de funk de New Orleans, Luisiana, activo desde finales de los 60 hasta 1977. Considerados unánimemente una de las bandas más influyentes de la historia del funk, su relevancia no se reduce a los discos editados bajo su nombre, dado que además fueron la banda de apoyo de infinidad de artistas de la escena R&B de su ciudad natal, como Lee Dorsey, Dr. John, Betty Harris, LaBelle, o el mismo Allen Toussaint.

## Historia

### Inicios
El origen se encuentra en el teclista Art Neville, curtido en la escena Rhythm & Blues de Nueva Orleans (su primer éxito, Mardi Gras Mambo con los Hawketts, se remonta a 1954). En 1966, lidera la formación Art Neville & The Sounds, la base de los futuros The Meters. Sus hermanos Aaron y Charles ejercerán como cantantes, mientras el aspecto instrumental recae sobre el propio Art (teclados), George Porter Jr. (bajo), Joseph Zigaboo Modeliste (batería) y Leo Nocentelli (guitarra). 
Tras darse a conocer en el circuito local, el productor (y sin duda uno de los grandes protagonistas de las música de Nueva Orleans) Allen Toussaint, que trabajaba en los estudios del sello discográfico Sansu, les contrata como banda de estudio, menos a los dos vocalistas. Nacen de este modo en 1967 The Meters. Durante estos años y hasta 1969, realizan multitud de grabaciones que les sirven principalmente como campo de pruebas para afinar su sonido y conseguir su característico e inimitable groove funk, inspirado en el estilo fusión de su ciudad y las innovaciones de James Brown.
Entre 1967 y 1969, graban una serie de singles para el sello local Josie que se convierten en éxitos notables dentro de la lista de Rhythm & Blues, como es el caso de Sophisticated Cissy, Cissy Strut, Ease Back y Look Ka Py Py. Viendo esta favorable acogida tanto del público como de la crítica, The Meters se deciden a realizar su primer trabajo como solistas, dando como resultado el disco homónimo The Meters (1969), producido por Allen Toussaint. Por completo instrumental, además de los ya conocidos Sophisticated Cissy y Cissy Strut, este trabajo muestra un sonido muy definido, sencillo y descarnado (únicamente bajo, guitarra, batería y órgano) pero extremadamente funky, que impactó profundamente en la escena Rhythm & Blues de aquellos años.

### 1970-1974
La primera mitad de la década de los 70 es particularmente prolífica para The Meters. Su actividad es frenética y, al margen de los 4 discos publicados entre 1970 y 1974, colaboran como banda instrumental en gran cantidad de grabaciones de otros artistas, a los cuales brindan su fresco y vivaz sonido funk, como es el caso de Lee Dorsey, Betty Harris o Robert Palmer. 
Entre 1970 y 1972, ven la luz tres nuevos discos -Look-Ka Py Py (1970), Struttin’ (1970) y Cabbagge Alley (1972). Mientras que el primero es bastante fiel al sonido de su debut, el segundo comienza a añadir nuevas influencias y matices, como el rock o el reggae, junto con algunas composiciones cantadas, un aspecto bastante novedoso para la banda. 
En 1972, cambian de sello: dejan la pequeña Josie por Reprise, propiedad de la multinacional Warner Bros. Su primer trabajo en su nuevo sello es el mencionado Cabbagge Alley (1972), donde se puede apreciar una producción mucho más cuidada y profesional, acercando su sonido al estándar funk de inicios de los 70.
Su siguiente trabajo, Rejuvenation (Reprise, 1974), por muchos considerado su ápice creativo. En este disco, The Meters someten su sonido a una considerable evolución, añadiendo una serie de registros hasta entonces inéditos, con mensajes políticos o de corte intimista. Además, existe una predominancia de las canciones cantadas con respecto a las instrumentales, hasta este momento una de las características principales del grupo.

### Desde 1975 hasta la disolución
Tras la publicación de Rejuvenation, la fama de The Meters se extiende por todo el mundo. En 1975, graban una canción con Paul McCartney and The Wings y tocan en la fiesta de presentación del nuevo disco del ex Beatle (concierto posteriormente editado bajo el nombre de Uptown Rulers: The Meters Live On The Queen Mary 1975'). Uno de los invitados, el cantante Mick Jagger, impresionado por su actuación, los invita a actuar como teloneros de The Rolling Stones en su gira por los EE.UU. y por Europa.
El estado de gracia de The Meters se prolonga en su siguiente trabajo, el extraordinario Fire on the Bayou (1975), que junto a Rejuvenation, puede ser considerado la culminación de su etapa en el sello Reprise, dado que logran dotar a la producción más limpia del mismo espíritu funk que propulsaba sus anteriores trabajos, añadiendo además una mayor complejidad compositiva. Por otro lado, a partir de este disco Cyril se une de modo permanente a The Meters, encargándose de las percusiones y de cantar en algunas canciones. 
En 1976, The Meters se embarcan en uno de sus proyectos más ambiciosos, que resultará en el disco The Wild Tchoupitoulas. Para ello, se forma una especie de supergrupo compuesto por The Meters, el tío de Art Neville, sus primos George y Amos Laundry, sus hermanos Aaron, Charles y Cyril y dos miembros de la tribu Wild Tchoupitoulas, originaria del estado de Luisiana. Se trata de un trabajo de documentación, recogiendo e interpretando las más importante canciones tradicionales del Mardi Gras de Nueva Orleans. Posiblemente es la primera grabación realizada de las canciones de esta tribu bajo el prisma de un funk festivo y desenfrenado, que se convirtió en un éxito sin precedentes. 
Su siguiente disco, Trick Bag (1976), se revela un decepcionante intento de acercarse a la música disco dominante en aquellos años.
A pesar de ser un grupo extraordinariamente respetado, el éxito comercial se resistía y no llegaron a alcanzar en ningún caso el gran público. La frustración causada por esto junto con el deseo de evolucionar como músicos provocaron que en 1977 decidieran separarse. El disco New Directions (1977), cuyo título resulta muy revelador, fue editado tras haber tomado esta decisión.

### Reunión
En 1989, The Meters vuelve a los escenarios con la ocasión del New Orleans Jazz & Heritage Festival, donde protagonizaron una informal jam session sin mayores expectativas. Sin embargo, el groove era aún presente entre los miembros y decidieron volver a juntarse como grupo.
En 1994, tras dos cambios en su formación (David Russell Batiste Jr en lugar de Zigaboo Modeliste a la batería y Brian Stoltz por Leo Nocentelli como guitarrista), adoptan el nombre de The Funky Meters. A pesar de que puede acarrear algunas confusiones, la formación original, compuesta por los cuatro miembros originales más Cyril Neville, ha seguido ofreciendo algunas actuaciones esporádicas bajo el nombre de The Original Meters.
Como gran parte de los grupos de funk sureño de los 70, The Meters ha sido recuperado en parte gracias al trabajo de artistas hip hop que han utilizado su música, como Heavy D, LL Cool J y Queen Latifah.

## Miembros
- Art Neville - teclados y voz (murió el 22 de julio de 2019)
- Leo Nocentelli - guitarra (hasta 1994)
- George Porter Jr. - bajo
- Joseph Zigaboo Modeliste - batería (hasta 1989)

- Cyril Neville - voz y percusión (desde 1975)
- Brian Stoltz - guitarra (desde 1994)
- David Russell Batiste Jr - batería (desde 1989) (murió el 30 de septiembre de 2023)

## Discografía

### Álbumes
- The Meters (Josie, 1969 - reeditado por Sundazed)
- Look-Ka Py Py (Josie, 1970 - reeditado por Sundazed)
- Struttin' (Josie, 1970 - reeditado por Sundazed)
- Cabbage Alley (Reprise, 1972 - reeditado por Sundazed)
- Rejuvenation (Reprise, 1974 - reeditado por Sundazed)
- Fire On The Bayou (Reprise, 1975 - reeditado por Sundazed)
- Trick Bag (Reprise, 1976 - reeditado por Sundazed)
- New Directions (Reprise, 1977 - reeditado por Sundazed)

### Recopilaciones y reediciones
- Uptown Rulers: The Meters Live On The Queen Mary 1975 (Rhino, 1992)
- Kickback - Rare and Unreleased Material (Sundazed, 2001)
- Fiyo at the Fillmore, Vol. 1 (2003)

- Datos: Q1887369
- Multimedia: The Meters / Q1887369